# The Agitator (film, 1912)
The Agitator est un film muet américain réalisé par Allan Dwan et sorti en 1912.

## Synopsis
Un ranchman, à court d'hommes, alors que son contremaître conduit un troupeau de bétail, embauche Jack Williams, un jeune et beau cowboy qui fait forte impression sur les filles du propriétaire. Lui se sent plutôt attiré par l'aînée. Durant son voyage, le contremaître, en rencontrant certains groupes, s'enflamme pour les idées socialistes…

## Fiche technique
- Réalisation : Allan Dwan
- Scénario : John Emerson
- Durée : 10 minutes
- Date de sortie : États-Unis : 4 avril 1912

## Distribution
- J. Warren Kerrigan : Jack Williams, le cowboy
- Pauline Bush : la fille du ranchman